# Покровская церковь (Клецк)
Покровская церковь (бел. Пакроўская царква) — православный храм в городе Клецке в Минской области Белоруссии, памятник архитектуры XIX века. Расположен по адресу: ул. Ленина, 44 (на кладбище). Церковь относится к Клецкому благочинию Слуцкой епархии Белорусской православной церкви. Входит в Государственный список историко-культурных ценностей Республики Беларусь.

## История
Покровская церковь в Клецке построена в 1876 — 79 гг. из кирпича на месте старой деревянной церкви 1786 года (инженер Л. Кржижановский).
Постановлением Совета Министров Республики Беларусь от 14 мая 2007 года церковь внесена в Государственный список историко-культурных ценностей Республики Беларусь как историко-культурная ценность регионального значения.

## Архитектура
Покровская церковь является памятником архитектуры русского стиля. Симметрично-осевая объёмно-пространственная композиция здания состоит из разновеликих прямоугольных объёмов колокольни, трапезной, кубовидного молитвенного зала и ориентированной на восток апсиды. Центральный объём накрыт четырёхскатной пологой крышей с деревянным двухъярусным восьмериковым барабаном, увенчанным шатром с луковичной главой. Подобное деревянное завершение — восьмерик на четверике с шатром и главой — имеет и трёхъярусная колокольня. Главный вход в храм выделен деревянным притвором. К нему с трёх сторон ведут лестницы, выложенные из розового известняка. Стены здания прорезаны прямоугольными оконными проёмами в простых наличниках. Угловые части раскрапованы мощными лопатками, по периметру здания выступает деревянный карниз простого профиля, декорированный жестяным орнаментальным подзором.

### Интерьер
Композиция интерьера построена на контрасте низких помещений трапезной и апсиды с более высоким центральным залом храма. Помещения открываются в молитвенный зал лучковыми арочными просветами. Апсида выделена деревянным иконостасом.